# Municipio de Loudon (Illinois)
El municipio de Loudon (en inglés: Loudon Township) es un municipio ubicado en el condado de Fayette en el estado estadounidense de Illinois. En el año 2010 tenía una población de 954 habitantes y una densidad poblacional de 6,16 personas por km².

## Geografía
El municipio de Loudon se encuentra ubicado en las coordenadas 39°8′26″N 88°52′21″O / 39.14056, -88.87250. Según la Oficina del Censo de los Estados Unidos, el municipio tiene una superficie total de 154.97 km², de la cual 154,86 km² corresponden a tierra firme y (0,07 %) 0,1 km² es agua.

## Demografía
Según el censo de 2010, había 954 personas residiendo en el municipio de Loudon. La densidad de población era de 6,16 hab./km². De los 954 habitantes, el municipio de Loudon estaba compuesto por el 98,22 % blancos, el 0,52 % eran afroamericanos, el 0,21 % eran amerindios, el 0,31 % eran isleños del Pacífico y el 0,73 % eran de una mezcla de razas. Del total de la población el 0,1 % eran hispanos o latinos de cualquier raza.